# Medasina jana
Medasina jana är en fjärilsart som beskrevs av Embrik Strand 1917. Medasina jana ingår i släktet Medasina och familjen mätare. Inga underarter finns listade i Catalogue of Life.